# S.O.S. (film 1999)
S.O.S. è un film del 1999 diretto da Thomas Robsahm.

## Trama
Angelo Minetti è un uomo che, tramite annunci sul giornale, prende appuntamenti con donne con le quali ha rapporti sessuali.
La svolta nella sua vita avviene quando incontra Alba (Jacqueline Lustig), di cui si innamora. Angelo, all'inizio, non vuole una storia seria. Per non deluderla, però, le dice di non aver nessun'altra. Un giorno Alba scopre l'agenda di Angelo e tutti i suoi appuntamenti con le altre donne. Alba prima gli mette una benda agli occhi e poi lo incatena a letto. Dopo quattro giorni Angelo riesce a liberarsi e scappa. Quando si accorge di amare Alba però torna da lei e si organizza: quando Alba non c'è si slega e va al lavoro, quando Alba torna si mette di nuovo catene e manette. Finché un giorno Alba scopre il trucco e lo caccia di casa. Quest'ultimo prova a tornare alla vita di sempre, ma infine mette definitivamente la testa a posto sposando Alba.